# ۲کی (شرکت)
۲کی یا ۲کا که با تلفظ دقیق‌تر انگلیسی توکِی یا توکا نیز شناخته می شود (به انگلیسی: 2K) یک شرکت تولید و انتشار بازی‌های رایانه‌ای آمریکایی، در سراسر جهان است. این شرکت زیر مجموعه تیک-تو اینتراکتیو است. شرکت در ۲۵ ژانویه ۲۰۰۵ به وجود آمد. امروزه این شرکت بالادست شرکت فیراکسیس گیمز است. از ۲۵ ژانویه ۲۰۰۵ میلادی(مقارن با زمان تاسیس شرکت) مدیرعامل شرکت کریستف هارتمن بوده است که خود نیز به همراه همکلاسی دوران دانشگاهی اش، دیوید ایزمایلر در شهر نواتو ایالت کالیفرنیا آن را بنیان نهادند. ۲کی یا ۲کا گیمز امروزه بعنوان یکی از شرکت های پیشرو در عرصه ساخت بازی های ویدئویی به خصوص بازی پرطرفدار کشتی کج و برخی دیگر از بازی های ورزشی فرعی و تابعه شرکت مادر خود یعنی بخشی از تیک-تواینتراکتیو فعال است. اگرچه شرکت فیراکسیس گیمز از شرکای توابع آن محسوب می شود. از محصولات پرفروش و پرطرفدار آن می توان به:ام‌ال‌بی۲کا۵، مجموعه بازی ویدیویی کشتی کج، مجموعه بازی ویدیویی ان‌بی‌ای، مافیا ۲، تاریکی، روح سوار و چهار شگفت‌انگیز اشاره کرد. 

## بازی‌های منتشرشده
| بازی                            | انتشار | فرمت                                                     |
| ------------------------------- | ------ | -------------------------------------------------------- |
| دزدان دریایی سید میر            | ۲۰۰۵   | ایکس‌باکس                                                 |
| آمپد ۳                          | ۲۰۰۵   | ایکس‌باکس ۳۶۰                                             |
| ندای کتالهو: گوشه‌های تاریک زمین | ۲۰۰۵   | مایکروسافت ویندوز، ایکس‌باکس                              |
| تمدن ۴ سید میر                  | ۲۰۰۵   | مایکروسافت ویندوز، مکینتاش                               |
| کلوز کامبت                      | ۲۰۰۵   | مایکروسافت ویندوز، مکینتاش، ایکس‌باکس                     |
| ام‌ال‌بی ۲کا۵                     | ۲۰۰۵   | مایکروسافت ویندوز، پلی‌استیشن ۲, ایکس‌باکس                 |
| احاطه سیاه‌چال ۲                 | ۲۰۰۵   | مایکروسافت ویندوز                                        |
| امپراطوری زمرد                  | ۲۰۰۵   | مایکروسافت ویندوز                                        |
| موتورکراس مانیا                 | ۲۰۰۵   | پلی‌استیشن ۲, ایکس‌باکس                                    |
| سام مصمم ۲                      | ۲۰۰۵   | مایکروسافت ویندوز، لینوکس، ایکس‌باکس                      |
| ویتکونگ ۲                       | ۲۰۰۵   | مایکروسافت ویندوز                                        |
| ۲۴: بازی                        | ۲۰۰۶   | پلی‌استیشن ۲                                              |
| سیوسیتی: رم                     | ۲۰۰۶   | مایکروسافت ویندوز                                        |
| تمدن ۴: اربابان جنگ             | ۲۰۰۶   | مایکروسافت ویندوز، مکینتاش                               |
| احاطه سیاه‌چال ۲: جهان شکسته     | ۲۰۰۶   | مایکروسافت ویندوز                                        |
| احاطه سیاه‌چال ۲: سریر درد       | ۲۰۰۶   | پلی‌استیشن همراه                                          |
| فامیلی گای ویدئو گیم!           | ۲۰۰۶   | پلی‌استیشن ۲, پلی‌استیشن همراه، ایکس‌باکس                   |
| پری                             | ۲۰۰۶   | مایکروسافت ویندوز، تلفن همراه، مکینتاش، ایکس‌باکس ۳۶۰     |
| راه‌آهن سید میر                  | ۲۰۰۶   | مایکروسافت ویندوز                                        |
| افسانه‌های استرانگهولد           | ۲۰۰۶   | مایکروسافت ویندوز                                        |
| رمز داوینچی                     | ۲۰۰۶   | مایکروسافت ویندوز، پلی‌استیشن ۲, ایکس‌باکس                 |
| طومار قدیمی‌تر ۴: فراموشی        | ۲۰۰۶   | مایکروسافت ویندوز، پلی‌استیشن ۳, ایکس‌باکس ۳۶۰             |
| دزدان دریایی سید میر            | ۲۰۰۷   | پلی‌استیشن همراه                                          |
| بایوشاک                         | ۲۰۰۷   | مایکروسافت ویندوز، پلی‌استیشن ۳, ایکس‌باکس ۳۶۰             |
| کارناوال گیمز                   | ۲۰۰۷   | نینتندو دی‌اس، وی                                         |
| تمدن ۴: فراتر از شمشیر سید میر  | ۲۰۰۷   | مایکروسافت ویندوز                                        |
| چهار شگفت‌انگیز                  | ۲۰۰۷   | نینتندو دی‌اس، وی، ایکس‌باکس ۳۶۰, پلی‌استیشن ۲, پلی‌استیشن ۲ |
| روح سوار                        | ۲۰۰۷   | پلی‌استیشن ۲, پلی‌استیشن همراه، گیم‌بوی ادونس، ایکس‌باکس     |
| تاریکی                          | ۲۰۰۷   | پلی‌استیشن ۳, ایکس‌باکس ۳۶۰                                |
| طومار قدیمی‌تر ۴:جزیره‌هیا لرزان  | ۲۰۰۷   | ایکس‌باکس ۳۶۰                                             |
| تمدن ۴: شبیه‌سازی                | ۲۰۰۸   | مایکروسافت ویندوز                                        |
| انقلاب تمدن سید میر             | ۲۰۰۸   | آی‌فون، نینتندو دی‌اس، پلی‌استیشن ۳, ایکس‌باکس ۳۶۰           |
| سرزمین‌های مرزی                  | ۲۰۰۹   | مایکروسافت ویندوز، پلی‌استیشن ۳, ایکس‌باکس ۳۶۰             |
| بایوشاک ۲                       | ۲۰۱۰   | مایکروسافت ویندوز، پلی‌استیشن ۳, ایکس‌باکس ۳۶۰             |
| مافیا ۲                         | ۲۰۱۰   | مایکروسافت ویندوز، پلی‌استیشن ۳, ایکس‌باکس ۳۶۰             |
| تمدن پنج                        | ۲۰۱۰   | مایکروسافت ویندوز 1                                      |
| بایوشاک: بیکران                 | ۲۰۱۲   | ویندوز، ایکس‌باکس ۳۶۰, پلی استیشن 3 1                     |
| عملیات اسپک: خط مرزی            | ۲۰۱۲   | مایکروسافت ویندوز، پلی‌استیشن ۳, ایکس‌باکس ۳۶۰1            |

- مجموعه بازی ویدیویی کشتی کج برای پلی‌استیشن ۳ و ۴ ایکس باکس و کامپوتر
- مجموعه بازی ویدیویی ان‌بی‌ای برای پلی‌استیشن ۳ و ۴ ایکس باکس و کامپیوتر